# Hypercane
Hypercane (Originaltitel 500 MPH Storm, Alternativtitel Hypercane – Der 800 km/h Mega-Sturm und Tornado-Apokalypse) ist ein US-amerikanischer Katastrophenfilm aus dem Jahr 2013 von Daniel Lusko. Als Hauptdarsteller werden Casper Van Dien und Michael Beach geführt.

## Handlung
Im Golf von Mexiko wurde von US-amerikanischen Wissenschaftlern unter Führung von Simon Caprisi eine Anlage erbaut, die durch Wetterexperimente in der Lage ist, unbegrenzt Strom aus alternativer Energie zu gewinnen. Hauptantrieb stellt ein nuklearer Kern da, der allerdings außer Kontrolle gerät. Seine eigentliche Wirkung wird umgekehrt und anstatt aus Wind Strom zu generieren, erzeugt die Anlage nun selber starke Hurrikans, die die angrenzende Gegend verwüsten.
Hochschullehrer Nathan Sims entwarf einst die Idee für dieses Projekt. Nun ist er bemüht seine Frau Mona und den gemeinsamen Sohn Johnny in Sicherheit zu bringen. Dennoch versucht er, die Forschungsstation zu erreichen, um mithilfe seines theoretischen Wissens um die Anlage dabei zu helfen, diese zu deaktivieren. Es wird berechnet, dass in 32 Stunden der Weltuntergang droht.

## Hintergrund

### Produktion
Regisseur Lusko stellte über Filmkomponist Ridenhour Verbindung zum Filmstudio The Asylum her. Er erhielt ein Filmbudget von 200.000 US-Dollar und die Drehzeit betrug 12 Wochen. Gedreht wurde in Albuquerque, im US-Bundesstaat New Mexico. Als Hauptdarsteller konnten Van Dien und Beach gewonnen werden.

### Veröffentlichung
Der Film erschien am 26. März 2013 in den USA. Am 25. April 2013 startete der Film in Deutschland in den Verkauf.

## Rezeption
„Billig-Science-Fiction-Film von Fließband-Produzent Asylum, angereichert mit miserablen Effekten und zahlreichen Logikbrüchen.“

„Ausgemachter Stuss.“

„Nur ein laues Lüftchen.“

Im Audience Score, der Publikumsbewertung auf Rotten Tomatoes, erhielt der Film bei über 100 Bewertungen eine Wertung von 9 %. In der Internet Movie Database hat der Film bei knapp 2.150 Stimmabgaben eine Wertung von 2,2 von 10,0 möglichen Sternen (Stand: 23. September 2022).